# LAG Nr. 32 bis 37
Die Lokomotiven LAG Nr. 32 bis 37 waren von der Lokomotivfabrik Krauss für die Lokalbahn Aktien-Gesellschaft hergestellte Straßenbahnlokomotiven mit der Bauart B n2t.
Sie wurden auf der Forster Stadteisenbahn eingesetzt.

## Geschichte
Für die 1893 eröffnete Forster Stadteisenbahn, die über 50 Gleisanschlüsse im Stadtgebiet bediente, beschaffte die Lokalbahn AG sechs Straßenbahnlokomotiven. Für die engen Radien in die Gleisanschlüsse wurden Lokomotiven mit kurzem Radstand benötigt. Die Lokomotiven wurden 1920 von der Stadt Forst mit übernommen, als die Bahn in das Eigentum der Stadt überging. Mit der Einstellung der Bahn am 31. August 1965 wurden auch die letzten Lokomotiven abgestellt, zumindest die Nummern 35 und 36 gehörten dazu, für die anderen Lokomotiven sind keine Abstelldaten bekannt. Die Lok 36 wurde vom Verkehrsmuseum Dresden übernommen. 2012 kam die Lokomotive als Leihgabe wieder nach Forst, wo sie ab 2024 einen Platz im Brandenburgischen Textilmuseum haben soll.

## Technik
Die Kastenlokomotiven sind mit einem einfachen Blechrahmen, der als Wasserkastenrahmen ausgebildet war, ausgerüstet. Um den Kessel ist ein unverglaster Kastenaufbau mit einem Dach, das auf acht Stützen ruhte. Das Triebwerk ist mit einer Heusinger-Steuerung und Flachschieber versehen. Es ist vollverkleidet und durch Klappen zugänglich. Die Kohlen lagern hinter dem Kessel. Zur Signalgebung sind eine Dampfpfeife und eine Handglocke vorhanden.
Die Lokomotiven haben einen Mittelpuffer mit Schlitz, die Rollböcke wurden mit Kuppelstangen verbunden. Die Lokomotiven konnten einmännig gefahren werden, der Lokführerplatz war auf der linken Kesselseite.